# Adon (Francia)
Adon è un comune francese di 197 abitanti situato nel dipartimento del Loiret, nella regione Centro-Valle della Loira.

## Storia

### Simboli
Lo stemma di Adon è stato adottato il 20 dicembre 1996.
Prima della Rivoluzione, il territorio di Adon fu signoria di diverse famiglie di modesta rilevanza. Spicca invece la figura di santa Batilde, moglie del re Clodoveo II. Batilde, originaria dell'Inghilterra, rimasta vedova nel 657, esercitò la reggenza in nome del figlio minore Clotario III. La sua generosità e la sua fede la portarono a moltiplicare opere caritative e fondazioni religiose, tra le quali l'abbazia di Chelles.
Ad Adon il culto di questa santa sovrana è attestato da tempi remoti e qui vi furono custodite alcune sue reliquie, che per lungo tempo attrassero pellegrini. Santa Batilde è ancora oggi, dopo san Pietro, patrona della parrocchia di Adon.
Nella composizione dello stemma sono stati aggiunti dei corni da caccia a simboleggiare l'attività venatoria molto praticata nel territorio del comune.

## Società

### Evoluzione demografica
Abitanti censiti